# Hadžin Potok
Hadžin Potok är en ort i Bosnien och Hercegovina.   Den ligger i entiteten Federationen Bosnien och Hercegovina, i den nordvästra delen av landet, 240 km nordväst om huvudstaden Sarajevo. Hadžin Potok ligger 324 meter över havet och antalet invånare är 161.
Terrängen runt Hadžin Potok är platt åt sydväst, men åt nordost är den kuperad. Runt Hadžin Potok är det ganska tätbefolkat, med 93 invånare per kvadratkilometer.. Närmaste större samhälle är Cazin, 18,3 km sydost om Hadžin Potok. 
Omgivningarna runt Hadžin Potok är en mosaik av jordbruksmark och naturlig växtlighet.